# Rain (игра)
«Rain» (букв. «дождь»; стилизовано как rain), также известная в Азии как «Lost in the Rain» («Затерянный в дожде») — приключенческая игра, разработанная SCE Japan Studio и изданная Sony Computer Entertainment эксклюзивно для игровой приставки PlayStation 3. Впервые игра была показана Gamescom в 2012 году и выпущена в PlayStation Network в октябре 2013 года.

## Сюжет
Главный герой игры — мальчик, который во время дождя видит силуэт девочки и тёмную фигуру, гонящуюся за ней. Последовав за ними, мальчик видит, как они заходят в дверь, появляющуюся в воздухе. Зайдя туда, мальчик понимает, что он невидим, как и та девочка, а также видит других невидимых ранее существ. Он должен найти девочку.

## Музыка
Главной музыкальной темой игры является "Clair de Lune" Клода Дебюсси из Бергамсской сюиты, под аранжировкой Юго Канно, и в исполнении Конни Талбот.

## Игровой процесс
«Rain» — это приключенческая игра, в которой игрок берет на себя роль невидимого мальчика, который появляется, только стоя под дождём. Под навесом, в местах, куда не проникает дождь, игрок и монстры становится невидимыми. При ходьбе под навесом остаются мокрые следы персонажа. Игрок должен использовать эти особенности для решения задач и головоломок на протяжении всей игры.

## Оценки
| Сводный рейтинг | Сводный рейтинг |
| Агрегатор       | Оценка          |
| --------------- | --------------- |
| GameRankings    | 72,74 %         |

Игра получила смешанные отзывы. Даниэль Крупа из IGN поставил игре 7,0, хваля механику игры, но отметив, что «„Rain“ создаёт неповторимую, душераздирающую атмосферу, но не развивает её в более увлекательной форме». Том Мак-Ши из GameSpot поставил игре 7,0, похвалив геймплей, музыку и некоторые загадки. Филипп Коллар из Polygon дал игре 8,5, заявив, что «„Rain“ дарит сильные эмоции своей простой механикой».